# Helmut Hatzfeld
Helmut Hatzfeld (Bad Dürkheim, Renània-Palatinat, 1892 — Washington, 1979) va ser un filòleg romanista alemany. Hatzfeld va estudiar romanística a Múnic, Grenoble i Berlín; estudià amb Heinrich Wölfflin i es va doctorar el 1915 amb Karl Vossler. Fou professor a la Universitat de Heidelberg, però a causa de la seva ascendència parcialment jueva fou depurat. El 1938 fugí de l'Alemanya nazi i, després de passar per Bèlgica, s'exilià als Estats Units on va exercir de professor universitari, de 1940 a 1962, a la Universitat Catòlica d'Amèrica a Washington. Va publicar diverses obres sobre romanística i literatura romànica; les seves publicacions van tractar del Quijote i va elaborar una important bibliografia d'estilística romànica.

## Obres
- Don Quijote als Wortkunstwerk (1927)
- Estudios literarios de mística española (1955)
- The Influence of Ramon Llull and Jan van Ruysbroek on the Language of the Spanish Mystics (1946)
- Critical Bibliography of Romance Stylistics (1953)